# 北海道方言
北海道方言（ほっかいどうほうげん）は、北海道における日本語の方言のこと。北海道弁（ほっかいどうべん）とも言う。東北方言を基盤とし、東日本方言に属するが、近畿方言など西日本方言の影響も見受けられる。歴史的に古くから和人が進出した渡島半島（特に函館、松前などの南部）や道内沿岸部では北奥羽方言色の濃い方言が話されるが、大部分の内陸部では共通語にやや近い比較的均質な方言が話される。ただし内陸部でもアクセント・イントネーション・語彙などに共通語と異なる部分がある。

## 概要・区分
歴史的背景から北海道方言は大きく、渡島半島の長万部町から南と北海道沿岸部各地の海岸部方言とそれ以外の内陸部方言に分かれる。海岸部方言の中でも漁村で話される言葉は浜言葉と呼ばれる。共通語に近い内陸部方言に対して、海岸部方言、とりわけ浜言葉は北海道の内陸部出身者にとっても聞き取りにくい方言で、若年層の中にはほとんど理解できない者もいる。海岸部方言らしさの最も強い地域は函館から東の恵山岬にかけての「下海岸」と呼ばれる地域で話される方言で、この地域は対岸の青森県下北半島の下北方言を基盤としながら他地域の方言も混ざり、下北方言と比べると共通語に近づいた方言が話される。これを函館弁と言う。一方で、松前郡には津軽方言を基盤にした松前方言がある。江差でも歴史的な経緯から他地域とは異なる江差弁が話された。渡島半島のその他の地域でも道南方言と呼ばれる方言が話されるが、さらに北上、東進するにつれて、沿岸部でもこうした海岸部方言らしさは弱くなる。海の方に行くにつれ、共通語との違いが大きくなっていき、札幌などの道央付近は方言が弱く標準語に近い。そのため内陸部に浜言葉は理解されがたい。
蝦夷地（北州）への和人の進出は古く飛鳥時代の阿倍比羅夫の蝦夷征討・粛慎討伐の頃まで遡り、平安時代末期頃になると上ノ国町や江差など渡島半島南部に和人が定住していたとの記録がみられ、鎌倉時代・室町時代の蝦夷沙汰職・蝦夷管領の時代を経て、コシャマインの戦い（1457年）の後は蝦夷地への移住が増えていき、蝦夷地沿岸部各地に和人の居住が広がっていった。そうした和人の定着が早かった地域では、東北方言（特に北奥羽方言）的な色彩が濃い海岸部方言（浜言葉）が成立した。北前船で北陸地方や上方と結ばれた歴史も持つため、語彙には北陸方言や近畿方言の影響もある。
明治以降、入植のために日本各地から開拓使が北海道に集まった。内陸部では各地の方言が入り混じるなか、互いに通じ合う言葉が求められ、東北地方や北陸地方の方言を基盤としながら（入植者全体の4割が東北地方、2割が北陸地方出身者）、共通語に近い内陸部方言が形成された。内陸部の住民の多くは、自分達の言葉は標準語的であると考え、特に古くから市街地があった札幌市の山の手側で話される言葉を標準語的だと考えている。しかし実際には、細部において独特の語彙や語尾、文法が存在し、アクセントやイントネーションにも独特のものが存在する（#アクセント参照）。
現在の、特に北海道内陸部においては、学校教育やテレビなどのマスメディアの影響、関東地方など北海道外からのUターン・Iターン者の増加から、都市部を中心に共通語（関東方言）化が進み、北海道方言独特の表現やアクセントが消えつつある。若い世代では、方言の語彙を知らない、もしくは知っていても使わない人が増えており、「北海道式アクセント」に違和感を抱く人もいる。局地的な団体入植のあった地域では、入植者の持ち込んだ方言が色濃く受け継がれてきたが、3世以降では入植者の出身地に由来する方言の違いはほとんど目立たなくなっている。
訛りが強いとされる沿岸部の浜言葉の地域でも、世代を下るにつれて共通語に近くなってきている。一方で2018年には平昌オリンピックにカーリング女子日本代表として出場したロコ・ソラーレの選手たち（全員、北海道方言、うち浜言葉も使われる北見市出身）が、試合中に「そだねー」、「押ささる」、「○○かい?」などの北海道方言を多用して戦術を話し合っていたことが話題になった。

## 海岸部方言の特徴
- 音声・音韻はほぼ東北方言と共通している。すなわち、イ段とウ段の音はかなり近く、シとス、チとツ、ジとズの区別がない（ズーズー弁）。イとエもほとんど区別がない。また、語頭以外のカ行・タ行は濁音化（有声化）し、本来の濁音の直前には鼻音を伴う。
- アクセントは北奥羽方言と同じ外輪東京式アクセントの変種（北奥羽式アクセント）。
- 文法では、理由を表す接続助詞（〜から）に「すけ」「すて」「は（ん）で」があり、「けれども」にあたるものとして「ども」がある。また、形容詞はほとんど無活用になる。
- 浜言葉を中心に、「はよ（早ぐ）、けーれ」（早く帰れ）、「まま、けぇ」（ごはん、食え＝食べろ）など、東北弁に似た省略・短縮（変化）が起きる。
- 函館周辺では、けを多用する。接続詞としてもけを多用する。

例‥〜するっけ、◯◯だっけ、◯◯だっけさ
- 語尾にさを使うことが多い。北海道でさはよく使われるが、函館、函館近郊は小さいっを入れて◯◯っさーのように使う。また、◯◯するぞ等に使う語尾のぞをどに置き換えて使う。これはよゐこの濱口優のとったどー!とは一切関係ない。
- をの代わりにばを使うことがある。特に怒っているときが多い。これは函館、函館近郊関係なく、函館以外の地域でも年配の方で使う人もいる。
- 心配してるときや、ばかにするときになどに語尾にかやを使うこともある。
- 北海道で有名ななまらはあまり多用せず、だで、うだで、がっつを使う。

使用例‥今日はがっつ雨降ってるっけ、傘持ってったほうがいっけさ（今日はたくさん雨降ってるから傘持ってったほうがいいよ）
- やっとしないと遅刻するどー!（早くしないと遅刻するぞ）

- 雪降ったの少ないっけ、函館山行ってきたっさー（雪降ったのが少なかったから函館山行ってきたよ）

- あいつはんかくさすぎだし頭大丈夫かや（あいつ間抜けすぎるし頭大丈夫かよ）

- 俺ばばかにしてるべ?いい加減にすれよ（俺をばかにしてるんだろ。いい加減にしろよ）

## 音声

### アクセント
北海道で生まれ育った人は、語彙や語尾の点では北海道方言と共通語の違いを認識することが多いものの、アクセントやイントネーションの点では共通語と同じだとみなしがちである。しかし実際には、東京式アクセントの一種ではあるものの、共通語のアクセントとは異なる点がある。
- 1.「トマト」2.「テレビ」3.「社会（しゃかい）」4.「ズボン」5.「時間（じかん）」6.「鏡（かがみ）」7.「二月（にがつ）」などは"低高低"の中高型（なかだかがた）アクセントで読まれる。共通語では1〜4が頭高型、5が平板型、6〜7が2拍目からの尾高型。
- 8.「傘（かさ）」9.「雨（あめ）」10.「窓（まど）」11.「猫（ねこ）」などは "低高" で、助詞が続くと"低高低"となる。
例:「傘が（かさが）」（_/￣\_）。共通語では8〜11すべて頭高型である。
- 12.「椅子（いす）」13.「いちご」14.「コーヒー」15.「幼稚園（ようちえん）」は "高低"。共通語では12〜13が平板型、14〜15は2拍目と3拍目が高くなる中高型。保育園も幼稚園と同じ発音である。
- 5番は高低である。「ごば」を高く発音し、「ん」が下がる。共通語は平板型である。
- 数の「20（にじゅう）」は、「じゅ」が高い。
- 「15円」を「じゅーごえん」のように「円」のアクセントを保持する。
- 「24時間（にじゅうよじかん）」は「よ」が高い。共通語では「に」と「じ」にアクセント。
- 「良かった」は「か」が高い。共通語では「よ」にアクセント。
- 「雪がやむ」の「ゆきが」は、「き」が高いのが共通語アクセントだが、札幌市を除いて、北海道方言では大概平板アクセントとなる。「石が」や「紙が」なども同様。
- 「ここ」「そこ」「あそこ」「どこ」の指示名詞では、助詞が続いても、単独で発音されても、最後の「こ」が高くなる。つまり、「ここは」「どこで」などが、"低高低"になる。共通語では、「ここは」は平板、「どこで」は"高低低"である。

上記の多くは北奥羽方言と共通の特徴である。すなわち外輪東京式アクセントが広母音への核後退を起こした体系としておおむね説明可能であり、個別変化についても北奥羽方言から持ち込まれたものが多い。（参考：秋田方言のアクセント）
- 「雨がやむ」「雪がやむ」の「やむ」では、「や」が高いため、共通語の「病む」のように聞こえる。共通語では平板型。
- 「産む」は「膿む」と同じく「う」が高い。共通語では平板型。なお「うまれる」は共通語と同じく平板型となる。
- 「している」とその短縮形「してる」、および「していた」では、共通語では平板型アクセントだが、北海道方言ではそれぞれ語尾の「る」または「た」が下がる[要出典]。「していた」の短縮形「してた」は共通語、北海道方言のどちらも語尾の「た」が下がる。
- 動詞の否定形「〜ない」の形では、平板型動詞であっても起伏型動詞であっても、「ない」の「な」にアクセント核が来て、「い」が低く下がるのが特徴。（共通語の例：「上げない」は平板型、「下げない」は「げ」にアクセント）

▼上記表現の疑問形「していた?」「〜しない?」のイントネーションは、共通語では最後の一音がポンと上がるが、語尾が下がる北海道方言では、最後の一音で低いところから一気に高く上げるイントネーションになる。共通語でも「〜していました?」などでは同じようなイントネーションが軽めに現れるが、さらに顕著である。
上の4つは近畿方言を発端に全国で起こりつつある用言の型統合の一端である。例えば首都圏方言でも時折同様のアクセントが聞かれる。
この発音以外にも、包丁、ハンカチ、キャラメル、さくらんぼ、薬、電池、次、こないだがある。全て高低である。標準語だと全て低高となる。
なお函館周辺では以下のイントネーションに違いがある。病院は美容院のような発音になる。水色、タバコは高低となる。半袖、長袖も高低。クワガタも高低であり、山形のような発音となる。
お土産も高低である。標準語は中高型となる。本来標準語を発音する際、アクセントは全く無く平板型となる。なお、同じも微妙なイントネーションに違いがあり同じのじが高い。標準語では平板型となる。
ただし単体で使う場合、使う場面によってはほぼ標準語と同じイントネーションであり、接続詞として使う場合は使う場面や発音にもよるがこのイントネーションが出やすいのが特徴。例として、同じだが1番わかりやすく、標準語のイントネーションと全く異なる発音である。じとだが高く、低高の発音になる。共通語だと平板型の発音となる。また次、こないだのみ標準語と同じ発音である。

### 発音
- 「布団を敷く」の「しく」を「ひく」と発音する人が多く、むしろ、「ふとんをしく」と発音すると不自然に聞こえる。ただし東京の下町方言などのように「ひ」と「し」の混用が常態化しているわけではない。
- 多くの東日本方言では、数字の「5」や固有名詞以外で、語中・語尾のガ行音（がぎぐげご）は鼻濁音を用いるが、北海道では鼻音化や軟化せずに語頭と同じく濁音になる者もいる。（例：小学校、中学校の「が」は、「学校」の「が」と同じ発音、「神宮」は「宮司」のときと同じ「ぐ」の発音）
- 老人の発音では、命令形の「食え」が「け」「けぇ」と聞こえる場合も多い。親しくない客にも用いることから「お食べください」「お召し上がりください」といった丁寧さもあるようだ。
- 道南・道東などの海岸部に住む年配層で、「〜（して）くれ」が「〜（して）けれ」になることがある（「食べてけれ」、「電話してけれ」など）。函館、函館近郊では、若年層でもけれを使う。それ以外の地方や都市部、若年層にはあまり浸透していない。
- 「あそこ」が「あすこ」と発音されることがある。また、海岸部などでは「あこ」、「あっこ」という形式もきかれる。
- 「ここらへん」「そこらへん（そこいらへん）」が、「こころへん」「そころへん」と発音されることがある。アクセントは（_/￣￣￣\_）

### 地名
地名の発音やアクセントについては、テレビやラジオのアナウンサーの共通語的アクセントや、北海道外から来た人の影響で、地元の呼び方と二分するケースが多々ある。日本語としては、地元アクセント・共通語的アクセント、どちらでもよいということになっているため、二種類のアクセントが並存する。
- 小樽（おたる）は、本来は「た」が高かったが、テレビ・ラジオ等では「お」にアクセントが置かれて発音されていることから、近年では「お」にアクセントを置いて発音する人が多い。
- 余市（よいち）は、平板なアクセントである。「よ」が高い共通語の場合、那須与一、林与一などの人名を連想させる。
- 倶知安（くっちゃん）は、「ちゃ」が高いのが本来だが、共通語的アクセントでは「く」が高くなるため、アナウンサーなどはもっぱら後者を用いることが多い。北海道民は「くっちゃあん」と発音することもある。「倶知安」は「く」、「倶知安○○」（名詞）のときは「ちゃ」が高い。
- 留寿都（るすつ）は、現在は頭高型の「ルスツ」が一般的だが、年配層では「ルスッツ」と発音されることもある。
- 洞爺（とうや）は語頭から語尾に向かって降下するアクセントが用いられるが、年配者を中心に「どうや」と濁音化し、なおかつ上昇するアクセントで発音をする人が多い。
- 苫小牧（とまこまい）は、「とま」の「ま」が高い。
- 厚真（あつま）は、年配層で「あずま」と濁る発音がある。
- 鵡川（むかわ）は「か」が高い。
- 主に札幌市で、住所の地番を示す「南○条 西△丁目」などの「西（にし）」で、「に」が高い独特のアクセントが現れることがある。
- 札幌市の中心街・駅名・住所としての「大通（おおどおり）」で、語頭の「お」にアクセントを置くことがある。
- 札幌市西区の琴似は従来「ことに」であったが、近年は標準語に準拠し「ことに」と発音する人が多い。尚、札幌市営地下鉄の自動音声案内は「ことに」である。
- 桑園（そうえん）は、「そ」にアクセントが置かれる頭高の発音が一般的であるが、JR桑園駅の到着アナウンスは「桑園」を平板で発音している。実際に札幌出身の高齢層のなかには平板で発音する人もおり、平板がより古い地名アクセントの可能性がある。
- 夕張（ゆうばり）は、道内では語頭の「ゆ」が高くなる発音が一般化している。しかし道外ではテレビはNHKも民放も「富良野」と同じく平板で発音するため、首都圏では「ばり」を高く発音する者が多い。夕張メロンが有名になったため、メロンを省いても平板と錯覚されたからという説がある。
- 岩見沢（いわみざわ）は、「わ」が高く、「ぃやみさわ」のように発音されたり、「沢」の読みを濁音にしない発音も中高年層に多い。
- 富良野（ふらの）は、単独で発音する場合は、高年層では「ら」を高く発音し、これが伝統的な本来のアクセントであるが、現在では若年層を中心に「ふ」を高くする発音が一般化している（NHKはこのイントネーション）。テレビドラマ『北の国から』などで平板に発音されるのは共通語（道外）のアクセントと思われるが、北海道の住人には非常に不自然に感じられる。これは道外において「武蔵野」「宮城野」などと同じように「〜野」の地名として理解されるためであるが、富良野はアイヌ語の「フラヌイ（ニオイのするところ）」に起源を持つためこの点で大きく異なる。富良野市・富良野市役所・富良野小学校など、後に名詞がついたときのアクセントは共通語と同じ平板型で、中富良野など前に語がついて複合語となる場合は「ら」を高く発音するのが一般的である。日常的には略称である「かみふ」（上富良野）、「なかふ」（中富良野）、「なんぷ」（南富良野）が使われる。「ん」+「ふ」となる南富良野のみ、より発音しやすい「ぷ」に変化している。
- 旭川（あさひかわ）は、戦後の占領体制の下で「àsahígawa」と云っていたが、近年では一部の高年齢層を除き「asáhìkawa」と呼ぶ事が一般化している。 国鉄分割民営化前、旭川駅は「あさひがわ」と表記されていた。明治からの官営鉄道時代には｢あさひかわ｣だったものが、鉄道局への移管に際して引き継いだ国鉄が「あさひがわ｣に改称。新旭川駅は「しんあさひがわ｣、東旭川駅も「ひがしあさひがわ｣となったが、北旭川駅と旭川四条駅については官営鉄道時代と同様に｢あさひかわ｣のままであった。分割民営化にともない「あさひかわ」に統一された。
- 大雪山（だいせつざん）石北本線の急行｢大雪｣の読み方は｢たいせつ｣だが｢大雪山｣の正式名称は｢だいせつ｣である。
- 東川（ひがしかわ）は、在住者や出身者は「ひ」を低く、「がしかわ」をやや高く平坦に発音するが、それ以外では旭川と同じアクセントで呼ばれることも少なくない。
- 別海は、放送などでは「べつかい」と発音されるが、「べっかい」と発音する道民も多い。尚、別海町議会では1971（昭和46）年に「べつかい」を正式な読み方としたことから「べっかい」が正統な表現だとする一部町民から反発が起こっている。
- 厚沢部も、「あっさぶ」の「さ」が高い。乙部は、平音、もしくはお「とべ」が高い。
- 釧路（くしろ）は、「く」が高い。
- 札幌市北区の麻生の読み方は（あさぶ）だが（あざぶ）と読む人が多い。

## 文法

### 動詞の活用
北海道方言でも動詞の活用は五段活用・上一段活用・下一段活用・カ行変格活用（以下カ変）・サ行変格活用（以下サ変）の5種類であり、ほとんど共通語と同じ活用をするが、命令形と仮定形に北海道方言の特徴が現れる。

#### 命令形
上一段・下一段・サ変活用動詞の命令形語尾には、五段活用動詞と同じ「れ」が用いられ、元々の命令形語尾「ろ」は威圧的・乱暴・高慢な命令口調とされる。「れ」で終わる命令形は内陸部・海岸部・都市部を問わず北海道全域で広く用いられ、方言と意識していない人も多い（むしろ「ろ」の方が方言的であると感じる人もいた）。現在では都市部の若年層を中心に共通語として「ろ」も用いるが、共通語に直そうとするあまり、五段活用動詞の命令形まで「ろ」（例：走れ→走ろ）にしてしまう現象も見られる。海岸部方言では、サ変活用動詞で「せ」という命令形もある。
- 例：たべれ（食べろ）、ねれ（寝ろ）、すれ・しれ（しろ）

#### 仮定形
カ変活用動詞「来る」の仮定形は、命令形「来い」と同じ「来いば」という形が聞かれる。例えば「たまに遊びに来いばいいっしょ」。海岸部の一部では「くば」や「こば」という形もある。また海岸部ではサ変動詞に関しても「せば」という形がある。

### 可能形の否定
一部の五段活用動詞の不可能表現に「未然形＋れない」という活用が聞かれる。この「れ」はかつての日本語には一般的に存在していた形であるが、共通語では近代以降に可能動詞が現れ、一般化した。例えば「書かれない」（書けない）、「行かれない」（行けない）、「飲まれない」（飲めない）。

### 自発的表現
五段活用動詞の「未然形+さる」、上一段・下一段活用動詞の「未然形+らさる」で、共通語には存在しない自発的表現となる。一部の特定の動詞で用いられることが多く、「進んでそうしようと思っているわけではないが、状況が自動的にそうしてしまう」という心情を表せる。また、道具を主語に据えた際の道具そのものの性質・状態を表現するという意味では、中間構文としての性質もある。
- この本面白くて、どんどん読まさる。 - この本が面白いので、どんどん読んで（読めて）しまう。
- この塩辛旨くて、ご飯たくさん食べらさる。 - この塩辛が旨いので、ついご飯をたくさん食べてしまう。

この表現の否定形もよく使われる。正しい活用は「〜（ら）さらない」となるはずだが、こう言うことはまずなく、口語ではほぼ「〜（ら）さんない」と発音される。意味は逆になり「進んでそうしようと思っているのに、状況が悪いのでそうならない」心情を表す。
- 窓が開（あ）かさんない。 - （開けようとしているのに）（凍っているから）開けられない。
- このペン書かさんない。 - （書こうとしているのに）（インクが切れているから）書けない。
- このスイッチ押ささんない。 - （押そうとしているのに）（壊れているから）押せない。

共通語の「開けられない」「書けない」では、「しようとしているのに」の補足なしでは、「自分にはできない」という不可能の意味と同じになってしまうが、北海道方言の自発的表現「〜さらない」では「自分が悪いのではなく、対象物が悪い」の意味が内包されているため非常に便利であり、多くの場面にこの表現が当てはめられる。例えば、「この鉛筆、書かさらない」、「電気が消ささらない」。
またその逆に、人に向かって注意を喚起する際、この表現を用いれば「誰が悪いとは言わないが、対象物がそうなっている」という意味合いが出せるため、相手にあまり負担を感じさせずに言うことができる。「あの部屋、誰もいないのに、ストーブ焚かさってるよ。」「この値段、20%引かさってないんですけど。」

### 代表的な文末表現
- 「〜（っ）しょ」

「いいっしょ」＝「いいでしょう、いいだろう」、「これしょ」=「これでしょ、これだろ」
「〜（っ）しょや」と「や」をつけると、強調的になる。「〜でしょうが」「〜でしょうよ」という感じ。
- 動詞・形容詞+「べ」、名詞+「だべ」

推量および勧誘の助動詞
「遊ぶべ」＝「遊ぼう（よ）」、「寒いべ」＝「寒いだろうね」、「これだべ」＝「これだろう?」
- 「〜（だ）べさ」（主に女性）、「〜（だ）べや」（主に男性）

「そうだべさ」＝「そうでしょうよ」、「それくらい、いいべや」＝「それくらい、いいじゃないか」
※「（だ）べや」はいかにも男性的な荒々しい印象
疑問形として、「〜だべ（さ）?」＝「〜でしょう?、〜だろう?」、「あしたは雪だべな?」「うん、そうだべな。」
断定の意味にも「〜だべさ」を用いる。「お前が悪いんだべ（や）。」
- 「〜かい」【問いかけ、疑問、推測、ソフトな断定】

「これで合ってるかい」＝「これで合ってる?」、「あんた風邪ひいたんでないかい」＝「あんた風邪ひいたんじゃないの?」、「お父さん、そろそろ帰ってくるんでないかい」＝「お父さん、そろそろ帰ってくるんじゃないかな?」、「飲まない方がいいんでないかい」＝「飲まない方がいいんじゃない?」、「予定では明日じゃなかったかい」＝「予定では明日じゃなかったっけ」

### 敬語
北海道では、尊敬・謙譲の表現に当たる方言が用いられることがなく、敬語を用いる場面では共通語の敬語表現を用いる。海岸部の一部には独特の敬語があり、また団体入植地では出身地の方言に由来する敬語が使われ続けている場合がある。
「おはようございました」（午前中の比較的遅い時間帯に用いる）、「お晩でした」（「こんばんは」）や、電話での応対時に「はい、○○（自分の名前）でした。」と表現し、挨拶等の表現に過去形が用いられる。これは東北地方などにも見られる。この表現は札幌圏では使用者は稀であったのだが、札幌オリンピック以降増えた道内各地からの移住者がブルーカラー業に従事することが多くなり、宅配業などで業界用語として使用されるようになっている。
また、主に接客業の応対の中で「〜でよろしかったでしょうか」「お決まりでしたか」などの過去形の用法がある。断定的になるのを避け、なるべくソフトに尋ねようと気遣う北海道独特の表現とされていたが、2000年前後より東京地方でもこの表現が増え、奇妙な日本語として頻繁に取り上げられるようになった（→バイト敬語の一部）。北海道方言研究会の会長である菅泰雄教授（日本語学）は「北海道に本部がある大手居酒屋チェーンつぼ八から“輸出”されたとする」説を90年代に唱えたが、同時期の名古屋都市圏の接客業でもこのような過去形表現が浸透していたこと、つぼ八のマニュアルには上記のような言葉を使用するような記述が無いこと、そもそもこの教授は北海道民が使う方言を片っ端から北海道起源とする傾向がある（例えば新潟に起源がある「なまら」を北海道起源と主張）ことなどから、この説は疑問視されている。

## 語彙・単語
様々な地方からの影響を受けているので、他地方と共通する語彙も多い。

### 名詞
- あおかん（青看板）青看板の略語。現在ではほぼ全国的に使われているが、北海道だけでしか通じないという説もあったとされる（諸説あり）。この言葉の意味を知らない人に使うと性的な意味での誤解を生むので注意が必要。
- 青たん（青あざ）
- あきあじ（秋に収獲される鮭）
- あごわかれ（送別会）。語源は「網子別れ」で、ニシン漁期が終了した折、漁場の親方が催した送別会に由来する。
- あしたあさって（明後日）3日後の明後日に相当する。意味を知らないと、明日なのか明後日なのか混乱する恐れがあるので注意が必要である。なお、三重県にこれと近い意味をもつささって（意味はしあさって）がある。
- あっぺ（さかさま、逆）あっぺこっぺとも。
- あやつける（格好つけたがる人、見栄っ張り）意味は後述のいいふりこきと同じ。主に函館、函館近郊で使われる。
- あんべ（按配、塩梅）（気持ち、具合）「あんべ悪い」
- いいふりこく（格好をつけたがる人、見栄っ張り）いいふりこくんでないといった割合で使われる。同じ意味であやつけるがある。主に函館、函館近郊で使われる。
- うわぐつ（上履き）一般的な上履き、バレーシューズとは呼ばず、北海道ではこう呼ばれる。
- おつゆ（味噌汁）関西や東北地方でも使用例が見られる。しかし、「お吸い物」と解釈する人も多いので使用時は注意が必要。「みそつゆ」とも言う。
- おやき（今川焼き、大判焼き）北海道全域でこう呼ばれる。青森県でも使われる。長野県のおやきとは全く関係ない。
- おんじ（弟）おんちゃんとも言う。
- がいま（ガイマ、害魔）仲間外れの事。「はぶ」と違う点は、存在自体を全く無視をされる事。
- ガス（霧）霧がかかっているときに使う。「今日はわやガスかかってるね」
- かすべ（エイ）カスベの干物といった用途で使われる。おつまみや料理のイメージが強い。
- がっちゃき（痔）いぼ痔は「いぼがっちゃき」、切れ痔は「きれがっちゃき」と言う。
- かっぴん（王冠）ビール瓶などのガラス製の瓶についている（おもに道東地方で使われている）
- かんかん（缶缶）（空き缶）缶詰などの小さいもの（ただし、名古屋や関西、東北の一部、沖縄でも使われていることから、方言と言うよりは、俗語・幼児語と言う見方もできる）
- がんがん（缶缶）（一斗缶などの空き缶）大きいものが「がんがん」と呼ばれる。小樽中央市場を本拠地として北海道各地に赴いた行商人は、海産物やかまぼこ入りの一斗缶を背負った姿から「がんがん部隊」と称された。
- かんぷうかい（観楓会）（秋に宿泊付きで行われることが多い宴会、飲み会）東北地方で行われる芋煮会に相当するが、通常はただの慰安旅行か宴会である。道外、また道内でもある世代以下では使われないため、聞いた人は「寒風会」だと思うことが多い。
- がんび（白樺の木またはその皮）白樺の木の皮は油分を含み、かつての主燃料である石炭の焚き付けとして重宝された。
- がんべ（瘡蓋/痂（かさぶた））
- きしゃ（汽車、気車）（列車）JR（昭和62年3月までは国鉄）の列車のこと。「電車」は路面電車を指す。しかし、現在ではJRに名称が変わって以降JRと呼ぶ人が多い。北海道は日本で最も遅くまで国鉄による蒸気機関車の運行が行われていた地域でもあり、現在でも多くの路線で気動車が使われていることによると言われる。この使いわけは北海道以外にもある。
- キャバクラ（セクシーキャバクラ）通称キャバ。北海道以外の地域で使うと混乱になる恐れがあるので注意が必要。
- げっぱ または げれっぱ（最下位、またはその人）
- げぼ（嘔吐物）いわゆるゲロ。
- げんこ（げんこつ）「げんこ（を）はる」子供を叱るとき、頭をげんこつで叩くことを指す。
- くだく（砕く）（両替）両替を指す。共通語の砕くではない。主に函館、函館近郊、青森県で使われる。
- クーニャン（ピーチウーロン）道内で一般的にこう呼ばれる。方言と思ってない道民が大半。中国語で若い娘の意味。東北地方ではレゲエパンチと呼ばれる。
- ごしょいも（五升芋）（ジャガイモ）。一株からイモが五升は収穫できる、と称されるため
- こっこ（魚の子供、魚卵）魚のおなかにある卵（魚卵）を指す。哺乳類や、その他動物にはあまり使わない。基本魚限定の方言である。
- こったらべっこ（少量、少し）ほんのわずか、少しという意味。主に函館、函館近郊で使われる。
- ゴメ (カモメ) カモメ科の鳥の総称。地域や文脈によってはオオセグロカモメ等の特定の種のみをゴメと呼ぶ場合がある。
- さっちょん（単身赴任）独身を意味するチョンガーと札幌が組み合わさり、短縮された方言。
- サビオ（絆創膏）元々は商品名だったが、次第に北海道全域でこう呼ばれるようになった。一時は販売中止になりその名残で使われるようになったが、現在では北海道のみで限定販売されている。現在でも北海道で日常的に使われている方言。他、和歌山県、広島県、新潟県佐渡島でもこう呼ばれている。
- ザンギ（鶏の唐揚げ、など）戦後、中国からの帰国者たちによって全国各地に広まったが、北海道と四国地方（一部）以外では使用されなくなった。使用者によって意味が変わり、「鶏のから揚げ」「鶏の竜田揚げ」「特殊な味付けをした鶏のから揚げ（もしくは竜田揚げ）」「揚げ物全般」など、多様。詳しい種類等は唐揚げ#ザンギを参照のこと。
- サガリ（牛・豚の内臓肉、ハラミと同義）全国的にはハラミとサガリは別物なのだが、北海道東北地方では区別が曖昧になっている。
- じがく（自学）教習所。自動車学校の略で、道民ほとんどが自学と呼ぶ。
- じぶき（地吹雪）
- じゃら銭（せん）または だら銭（小銭）
- じょんば（ショベル、雪掻きに使う道具）
- たくらんけ（愚か者）「たふらんけ」とも言う。これをもとにしたスタジオたくらんけが存在する。
- だんべ（女性器）
- ちせ（家、転じて居場所、神の住処）英語の"house"より広い概念を持ち、むしろ"home"に相当するとされる。アイヌ語で家を意味するチセに由来。
- つっぺ（突っ支い棒）「つっぺ-かる」戸などが開かないように障害物を置く、固定するために支える。また、鼻血が出た時に鼻にティッシュ等を詰める事を「つっぺ-する」と言う。
- デレッキ（石炭ストーブに使う火掻き棒）（オランダ語のdregから。他にも英語のderrik、the rakeからといった説がある[7]）
- とうきび（とうもろこし）非常に一般的な呼び名。語源は「唐の黍」や「サトウキビから」などと諸説ある。函館地方では「とうきみ」「きみ」とも。ただし、講談社の国語辞典に「北海道・東北・四国・九州で使われている」とあるように、元々は全国各地で使われていた表現である。
- とんしゃ（タクシーのこと）行燈の灯がついた車のことを呼ぶ。
- ドンパ（同級生）
- ないち（「本州」方面のこと）沖縄など琉球では琉球以外の内地（本土）という認識の意味合いで使われる。
- なすび（「ナス」のこと）とうきび同様、古い言葉が残った例。中世まではなすびが全国で使われていた。
- ニュークラブ（キャバクラ）通称ニュークラで、北海道ではこう呼ばれる。こちらも道外で使うと混乱を招くため、注意が必要。
- はぶ（はぶり、はぶられ）仲間からはぶくこと。仲間から誘われない事。誕生日のサプライズなどで善意をもって内緒にする際にも使われる。現在では日本ほぼ全域で通じる言葉なので、もはや方言ではないに等しい。「はぶ-にされた」「いったん-はぶ-にしとこ」「はぶり-にあった」
- 冷やしラーメン（冷やし中華。山形名物のものとは異なる。）
- ぶすいろ（内出血している皮膚の色）怪我をして、内出血していたらこう呼ばれる。主に函館、函館近郊で使われる。
- ぶたじる（とんじる）ただし、全国各地で使われている。また道内でも「とんじる」と併用されるようになっている。
- へっぺ（性交を表す隠語）「-こいた（動詞）」は「セックスした」という意味（北海道内でも地域や年代により認識度が異なる。他の地方でも使われている例がある）
- へっちゅう「淫乱」の事、「へっぺ中毒」が略されて「へっちゅう」となった。
- ぺったらこい（薄い、平べったい）
- ほいど（乞食、強欲、意地汚い人）
- ぼっこ（比較的短い棒、棒切れ）語尾の「こ」は、大人が中型犬や小型犬を「ワンこ」と呼んだり、浜言葉や東北弁で子供を「童っこ=わらしっこ、わらすこ」と呼ぶ場合や「どじょっこふなっこ」にも見られるように、小さなものを指す接尾語といわれる。他に根っこ、端っこなど。類例として葉っぱ、菜っぱ。
- ほっちゃれ（産卵、遡上を終え、弱った鮭）「気の抜けた様子」や「気の抜けた者」に用いる。
- ぼんず（男の子）
- 真ん中らへん（真ん中のあたり）、どこいらへん（どこら辺）、他地方にも例あり。
- みっこ（魚の身）小さい子供に対して、みっこまだ残ってるしょ!といった具合に使う。
- めっぱ（麦粒腫、関東地方で言う「ものもらい」）北海道ではこう呼ばれる。「めっぱができていずい」
- リングプル（プルトップ、ブルタブ）缶ジュースや缶詰めに開ける際についているプルトップを道民はリングプルと言う。

### 動詞
- あかまる（頭にくる、腹が立つ）「さっきの言い方、なまらあかまるんだけど」（おもに南空知地方で使われる）
- あたる（もらう、行き渡る、病気で倒れる）物をもらったり、全員に行き届いたときにこの方言が使われる。共通語の当選などに使う当たるではない。「プリントちゃんと全員にあたった?」もらう、行き渡るの意味の他に、病気にかかってしまった場合もあたるを使う。ただし、脳卒中、脳梗塞限定とされる。こちらも共通語の食中毒であたるとは異なる。「脳卒中にあたってまったわ。」
- あっつくなる（頭にくる、ムカつく）1980年代後半より使われ出した、地域的流行語。
- あめる（腐る）「この鮭のこっこあめてるから、いたましいけどなげるわ」
- いこる（炭が完全燃焼している）「木炭がいこったな」*近畿・四国で使われていたと思われる
- うめる（うすめる、ぬるくする）「風呂の湯があっつかったらうめてよ」、「しょっぱかったら水でうめれば」*関東・中部・近畿・四国等で使われていたものと思われる。東北南部では現在でも使われている。
- うるかす（ふやかす・水に浸す）煮る前の豆を水につけたり、食後のごはん茶碗などを水につけてご飯粒などを取れやすくする。かつて三重県を中心に東海地方での使用例が見られた。東北南部では現在でも使われている。「茶碗うるかしといて」
- おがる（草・歯などが、生える/成長する）。有珠山の溶岩ドーム「オガリ山」は、この語に由来する。
- おだつ（調子に乗った行動をする）子供が調子に乗ってふざけて頭をぶつけた時などに「おだつんでない!おだってるからそうやって頭ぶつけるんでしょ」※「おだてる」からと思われる。東北地方では所構わず男性器をおっ立てることが語源と伝わる地域もあり[どこ?]、はっきりしない。
- おっちゃんこ（座る、正座）「おっちゃんこしなさい（座りなさい）」、「きちんとおっちゃんこ（正座）しなさい」
- かしがる（傾く）「あの家かしがってないか」（北陸の一部に例あり）
- かぜる、かてる、かでる（遊び等、仲間に加える、参加する）「俺も鬼ごっこにかててくれ」。「糅てる」、「数える」、或いは「加」+「混ぜる」が語源と思われる（札幌市にある多目的ホール「北海道立道民活動センター」の愛称「かでる2・7ホール」の「かでる」はこれが由来。昭和50年代以降はあまり使われなくなった）。
- かっちゃく（引っかく、引っかき傷をつくる）
- かっぱがす、かっぱがえす（勢いよくこぼす）まかすの更にひどい感じで使われる。「やいや、こんなにかっぱがえしてどうすんのさ」
- かまかす、かます（かき混ぜる）東北南部では現在でも使われている。
- かます（やってやる、やっつける、はなつ）ぶちかますから派生した若者言葉。「キスを-かます」
- がめる（盗む、睨む）後述のぎると意味は全く同じ。盗んだとして使う場合がめたとなる。ぎる、がめると盗むの意味が2種類あるが、函館、函館近郊ではこちらが使われる。他に睨む、ガン飛ばすと意味合いでも使われることがある。
- かる（（鍵を）かける、つめる。しめる）「おまえ、じょっぴん（鍵）かったよな?」「鼻血出たのでつっぺかる」など
- きかない（‥やんちゃ、強欲、強情）子供が言う事きかないときや、物の調子が悪いときにこの方言が使われる。「いや〜きっかない子だね」「この◯◯全然きかないわ」
- ぎる（盗む）ぎったは盗んだの意味になる。一部の地域を除き基本こちらが使われる。先程のがめるもあるがこちらは函館、函館近郊で使われる。「あの人私の自転車ぎってったわ」
- くっちゃべる（べちゃくちゃしゃべりまくる）ひたすらしゃべりまくる際にこの方言が使われる。「何時だと思ってんだ、くっちゃべってばかりいねぇで早く寝れ」
- くまる（絡まる）糸などが絡まったときに使う。主に函館、函館近郊で使われる。「やいや、髪の毛がくまりきっててほどかさらない!」
- こちょばす、もそこす/もちょこす（くすぐる）こちょばしい、もちょこいはくすぐったいとなる。こちょばいとも。もちょこす、もちょこいは主に道南で使われる。
- こんつける（拗ねる、ぐれる）以下のごんぼほるとほぼ意味は近い。違いは意地を張って反対する迷惑な言動でなくとも使えるところ。主に函館、函館近郊、青森県で使われる。
- ごんぼほる（牛蒡掘る）（意地を張る）相手の言うことに耳を貸さず、意地を張って反対する迷惑な言動に対して使う。（子供が）親の言うことを聞かず、意地を張ってすねる。青森県でも使われる。
- しくった（失敗した）元々全国で使われていた俗語（若者言葉）。
- しぐ（死ぬ）
- しばれる（凍る、身体の芯まで冷え切る）凍ってしまうような寒さそのものを表すこともある。「外、しばれてるわ」。若年層では使われなくなっているものの、天気予報などでは道内のNHKのアナウンサーであってもよく「今夜はしばれるでしょう」などと使われ、極寒の気温にはこの表現がふさわしいという認識は広い。
- じょっぴんかる（鍵をかける、戸締りをする）「じょっぴん」は「錠（じょう）」、「かる」は「かける」（現代では、じょっぴんかるはあまり使われないが、（鍵を）かるという言葉のみが残っている）
- だはんこく（わがままを言って騒ぐ、（子供が）わがままを言って泣き喚く）これとほぼ同じ意味でこんつけるがある。
- ちょす、ちょうす（いじる、いじくる）「猫にかっちゃかれたとこ、ちょすんでない」
- てんをきる（カードを切る、シャッフルする）トランプなどのカードを切るときに使う。
- なげる（捨てる）「投げる」の共通語的意味は「任意の方向に無造作に放る」であるため「不法投棄」「無造作にゴミを撒き散らす」というイメージをもたれがちだが、北海道方言では「ゴミ箱やゴミ置き場などに正規に捨てる」の意。「雪なげ」であれば、除雪あるいは排雪を意味している場合がある。また、小さいごみを「捨てる」、ごみをまとめて（大きくして）「投げる」と使い分ける用法も見られる。共通語で誰かに捨てられたのように人に対しては使わない。物限定の方言である。東北北部では現在でも使われている。
- なれらかす（慣れさせる）まだ慣れてない様子に対して徐々に慣れさせるときに使う。主に函館、函館近郊で使われる。「子猫を飼い始めたがまだ懐いてないので少しずつ様子を見てなれらかしてあげる」
- ねっぱる（粘る、ベタベタする、くっつく）粘り気の強いものや、粘り気のあるものがあるものにまとわりついている状態。北海道全域でも使うが、特に函館、函館では日常的に使われており、他の言い方はほぼ受けつけないとされるくらい浸透している方言。「服にスライムさついてねっぱってとれないしまじ最悪だっさ」
- ねまる（横になる、楽な姿勢をとる）「わや疲れたから少しねまるわ」九州ではこちら（北海道）で言うあめるの腐るに相当する。
- はいる（映る、受信される）テレビ番組が放送される際に使われる。東北地方でも使われる。「あの番組入るんだ。楽しみだな。」
- はさめる（挟む）「挟める」は一般的に挟むことができる時に使い（例：〇〇は●●で挟める）、挟んでおく時には「挟めとく」とは言わないが、北海道方言では日常的に「挟めといて」や「挟めて」、「挟めとく」と使われる。
- ばくる（交換する）交換し合うは「ばくりっこする」。ばくろう（【博労・伯楽・馬喰】『（1）馬の善悪を鑑定する人、馬の病を治す人、馬を売買・周旋する人（2）物と物を交換すること」』広辞苑）に由来する。
- はたく（人を）叩く、殴る。「おだってるとはたかれるよ」東北南部では現在でも使われている。
- ばんきり（始終、毎回、いつも）最初の方から終わり。函館、函館近郊で使われる。
- ぶなぐ、ぶなぐる（殴る）共通語の殴るにぶをつけたもの。主に函館、函館近郊で使われる。「あいつがっつ腹立つしぶなぐってやろうかな」「言うこと聞かないならぶなぐど!!」
- ほろう（雪や埃などを掃う）「背中の雪、ほろってやる」
- ぼっかける（追いかける）「ぼう」（/bo-'u/）という場合もある。
- まかす（こぼす）勢い良くたくさんこぼす感じ。「早く開けれ。まかれてしまうてば!」
- まかなう（服を着る、身支度する）
- やっと（急がせる、急かす）「遅れるからやっとしなさい」共通語のやっとではない。イントネーションも高低であり、イントネーションが低高である共通語のやっととは違う。主に函館近郊、函館で使われる。
- やむ（痛い/痛む）「虫歯がやむ」「傷がやんでしょうがない」（「病む」の正式な意味の一つであるが、北海道東北地方以外では死語化している。なお、東北地方では「病む」と「痛む」の2つでニュアンスが異なる）
- よしかかる（よっかかる）（寄りかかる）
- 〜こく（〜する、している状態）上記「だはんこく」、「はっちゃきこく」、「屁こく」

### 形容詞・形容動詞
- あずましい（落ち着く、居心地が良い、せいせいする、素晴らしい）空間的・身体的安堵感を意味する。否定形の「あずましくない」もよく使われる。以前千葉ロッテマリーンズに在籍していた平下晃司の応援歌の「素晴らしい平下」というフレーズは、札幌ドームをはじめとする北海道内限定で「あずましい平下」と歌っていた。
- あっぺ、ありゃこりゃ（上下、前後左右が逆、反対な状態）「おまえの服〜だべよ」。あっぺこっぺとも。東北地方では「でたらめ、正反対」の意味で「あぺとぺ、あっぺとっぺ」が使われる。
- あべこべ（言葉が逆、反対な状態）ほぼ全国で使われつつあるので北海道弁としては最近は弱いほうに近い。
- いずい（きつい、痛い、身体に違和感がある）服がきつい時や、目にゴミが入ってゴロゴロする時、身体に鈍痛を感じる時など、主に身体的な不快感を表す。「歯がいずい（虫歯や親知らずなどで歯に違和感があって気になる）」。東北地方でも使われる。語源は「身の毛がよだつほど恐ろしい」という意味の古語「えずい」と考えられ、土佐弁と博多弁では、「えずい」との発音で古語の意味のまま方言に取り込まれている。小笠原方言にも「気持ち悪い」の意味で残っている。
- いたましい（もったいない）「いたわしい」という場合もある
- おもしい（面白い）若年層に用いられる傾向
- がさい、がっちゃい（できが悪い、程度の低い）「あの車がさいべ」
- かたびっこ（左右非対称、左右が不揃いな状態）主に「靴、靴下、手袋」など2対の装着物に使用。
- かてる、がてる（仲間に入れる）仲間に入れてほしいときに使う。「私もがせてー!」
- がっぱ ガバガバで緩くなること。
- きかない（言うことを聞かない、気が強い、やんちゃだ）東北地方でも使われている。
- けっぱる、けっぱれ（頑張る、頑張れ）ほぼ北海道全域で使われ、北海道弁として有名。「もう少しでゴールだ、けっぱれ!」
- こたえる（困る）非常に困った、手に負えないくらいひどい意味合いで使われる。「今日の吹雪はこたえるね」
- こちょばしい、こそばい（くすぐったい）こちょばす、もちょこすはくすぐるの意味となる。もちょこい、もちょこすは主に道南で使われる。
- こったらもん（こんなもの）イライラしているときやむしゃくしゃしてるときにこの方言がよく用いられる。主に男性が使う。こそあど言葉が適用可能なので、あったらもん、そったらもんも使われる。「こったらもん残しておいてもしゃーねーべや」
- こまい（細かい、小さい）
- ごっぺがえす（失敗する）
- こわい（体が疲れた、体が辛い、息が苦しい）「怖い」ではない。恐怖感を表すには「おっかない」を常用する。（北陸などに例あり）
- しない（堅くって噛み切れない）「この肉堅くってしないなー」。「しねぇー」とも使われる。
- しゃっこい（触覚・味覚的に冷たい）「冷やっこい＝ひゃっこい」と記す文書もあるが、「し」の方が一般的。
- たいぎ（だ）（おっくうだ、面倒だ、だるい、大層なことだ）古くから日本語にある言葉だが、共通語ではあまり使われなくなっている一方、北海道でよく使われる。中国地方でも似た表現（たいぎぃ）がある。「熱が出て、起きてるのも大儀だ」「日曜日まで仕事だなんて大儀だね」
- ちゃらんけ（言いがかり）アイヌ語で「議論、討論」を意味するチャランケに由来。「そんくらいでちゃらんけ言うな」
- どちらいか（どういたしまして）
- とちゅうはんぱ（中途半端）

なんもとほぼ同じ意味合いで使われる。
- はらくそわるい、はらんべわるい（胸くそ悪い、イライラする）主に男性が使用する。また、はらんべ悪いはお腹が痛いときにも使う。
- はんかくさい（鈍臭い、愚かだ）うかつなミスをしたり、非常識な行動をとると、こう言われる。「生半可」からの転用とされている。現在でも比較的広範に用いられるが、軽い気持ちでの注意から強い侮蔑までと程度の差が個人により著しく異なる。
- へくさい（ださい、かっこ悪い）ださいの意味合いで使われる。共通語の屁臭いではない。主に函館、函館周辺で使われる。
- ぺったらこい（平べったい）
- ほんず（間抜け）ほんずねーなといった具合に使う。主に函館、函館近郊、青森県で使われる。
- まて（ー）（丁寧な、気がつく、きめ細やか）「あの人はまてーだね」、「まてに作ってる」
- みったくない（みっともない、不細工だ、醜い）
- めんこい（可愛い）子供や犬猫をあやす掛け声に「めんこめんこ」があり、「あやす」や「なでる」の意味で「めんこめんこする」とも言う。
- もちょこい (くすぐったい)
- やばちい、ばっちい、ばっぱい（汚い）
- ゆるくない（大変だ、苦労だ）「最近残業ばっかりでゆるくない」
- ろくてない、ろくたら（ろくでもない、ろくな）「ろくてねぇ」の形で使われることが多い。同じ意味でろくたらもある。「あの男、ろくてねぇ」
- やいや（まったくもうなどの不満）主に函館、函館近郊で使われるが、北海道全域でもいやいやの形で使われる。やんやとも。「やいや、やってまったで」「やいや、どうしよう」最初の例文のみ函館弁である。
- やっこい（やわらかい）主に函館近郊で使われる。「いい感じにやっこいな」

### 副詞他
- けれ（くれ、ちょうだい）主に函館、函館近郊、青森県で使われる。「その新作やらしてけれや」「たくさん食べてってけれ」
- 〜っけや、けさ（じゃん、でしょう）標準語のじゃんや、でしょうに当たる。函館近郊、函館で日常的に使われる。「今日はわや土砂降りだっけさ」「だからそう言ったっけや」

『バナナマンのせっかくグルメ!!』の2023年1月2日のオンエアでは、おそらくこれにあたると思われる言葉が食べてっていけばいいげやになっており、言い方が感じ悪いとの指摘がある。また、函館市民はこのような使い方（函館で濁点は多用されるが、いいげやと言う言い方は存在はするもののあまり使わない）はあまり使用せず、食べていけばいっけさが正しい使い方となる。
いっけやでも大丈夫だが、いっけやはだべやとほぼ意味あいが同じなため、いっけさのほうが言い方がやわらかく、優しい感じとなる。
- 〜さ（〜に、〜へ）東北方言と共通。近年は函館周辺以外ではあまり聞かれないが、年配の人だと函館周辺以外でもわりと聞かれる。「仕事さ行く」「あっちさ、行った」

語尾にさをつけて使うことも北海道弁としては普通の使い方であり、こちらはほぼ北海道全域で聞かれる。過去の出来事に対して文脈や語尾にさを使うこともざらにある。ーさ、さぁと伸ばしてつかうことも。「どうしてそうなるのさ」「昨日さ映画観に行ったさ」
- 〜さる（〜が物理的に可能）「リモコンのボタン、押ささらないわ」「ここなら（地盤がやわらかいので）看板が立たさるわ」「このボールペン（インクが乾いて）書かさらないわ」（→自発的表現の節参照）
- せば（バイバイ、さよなら）せばなとも。後述のしたっけと意味は全く同じである。函館、函館近辺、青森県で使われる。
- したっけ（1.接続詞の「そうしたら」の意、「（そ）したら」の過去形。過去の事象の結果に続ける場合に用いる（例：昨日裸で寝たさ、したっけ一発でかぜひいたさ）2.別れる際の挨拶で「それじゃ」「じゃあね」と同意味で「したっけね」という言い方で、道央圏の特定の世代で多く用いられる）挨拶に用いるのは「したら」の誤用、本来は「したっけ」単独で使うことはない。一説にはNHK朝の連ドラの中で誤用されたのが始まりとの説あり。その他、して（そして）、したら（そうしたら）など、語頭の「そ」が発音されない傾向にある。
- しょ、しょや（でしょ、でしょう）なまらに次いで、全国的に最も有名な北海道弁。そうでしょうの意味合いで使う。しょやだと少し怒り気味の感情のこもった言い方となる。『バナナマンのせっかくグルメ!!』で旭川ロケ、北広島のロケの際にボードに食べていけばいいしょやと怒り気味に書かれている。2023年1月2日のオンエアでも札幌のロケでいいしょやの表記になっている。そのため北海道民から使い方が感じ悪いとの指摘がある。本来であれば食べていけばいいしょ、いっしょと表記するのが正しい。近年では全国的に少しずつ広まりつつある方言。「そのくらいなんとかなるしょ」
- 〜かい（疑問形の〜なの、〜ですか）相手に様子を訪ねたり、または意見を聞くときに使われる。ニュアンス的にはいいんじゃない?、大丈夫なの?、大丈夫ですか?に等しい。「大丈夫かい?」「眠いかい?」「暑いかい?」余談だが、いいんでないかいの曲名で函館港歌がある。
- 〜だい（〜かいとほぼ意味は同じ）先程の〜かいと同じように相手に尋ねるときに使う。違いはどうをつけて使う。意味はほぼ同じ。「気分はどうだい」「最近どうだい」
- ちょっきり（ぴったり/ちょうど/きっかり）「12時ちょっきりに着いた」「315円ちょっきりあったわ」
- だべ、だべさ、だべや（だろう、そうだろう）こちらも全国的に有名な北海道弁だが、本州でもわりと使われてる地域がある。主に男性が使用する（もちろん女性で使う人もざらにいる）。だべのあとにやが入るとだべやとなり、より感情的な感じとなる。道民を怒らせたりすると大概このような口調となるので注意が必要。やではなくさになるとだべさになりやわらかい、優しい言い方となる。こちらも『バナナマンのせっかくグルメ!!』で札幌ロケの際にボードに食べていけばいいべやと怒り気味に書かれていたことがある。そのため北海道民からこちらも言い方が感じが悪いとの指摘がある。本来であれば食べていけばいいべさと表記するのが正しい。「ここの海きれいだべ?」「だからさっきからそう言っているべや!」「違うべさ」
- 〜でない（〜ではない、〜じゃない）「では・じゃ」→「で」になる。「その服、いいんでない?」。都心部・若年層では少ない。
- 誰々（誰）複数人にいる場合、いた場合に対して使う。「誰々飲み会にくるの?」「昨日掃除当番誰々だった?」
- なして（どうして）「なして昨日行かんかった」
- なしてさ（どうしての更に強くした言い方）道民を怒らせたり、怒っていたり、納得のいかないときにこのような言い方になる。なしてよりも圧がある言い方なので、このような言い方をされた場合は注意が必要。
- なしても（どうしても）問いかけに対して、特に理由がない場合の返事「どうして昨日来なかったの?」→「なしても（どうしても、特に理由がない場合）」
- なまら、なんまら

（とても、かなり）比較的新しくできた表現で、品の無い言葉として嫌う人が多い。最も有名な北海道方言であるにもかかわらず、日常語として使う人は稀で、若年層が面白半分で使うケースがほとんどである。近年では北海道でも「めっちゃ」「超」のほうが多く使われるようになり、その若年層でも使われなくなりつつあったのだが、2010年代に入り、日本ハムの選手が頻繁に使用したり、道内企業の製造する商品名（主に土産物）の一部に使用されたりと、徐々に復権しつつある。元は新潟弁で、1970年代に新潟県出身のラジオDJが使ったことから広まった地域的な若者言葉だった。主に道央、道東、上川などの内陸部で使われ、稚内周辺では同意語で「べろ」、函館周辺では「がっつ・がっつり・わっつり・ばっこり・だで・うだで」というものがある。うだではだでを更に強調したもので、なまらで言うなんまらにあたる。「なんま」は可愛らしい表現とされ、女子に使われることが多い。「なんまら」は強調表現。
- なんぼ（幾ら）数値や金額。「その車、なんぼした?」「なんぼ何でもそれはないっしょ」西日本と東北地方でも聞かれる[8]。かつて、「いくつ・いくら」と「なんぼ」が微妙な用法の差を持ちながら全国に広がり、地域によって一方だけが残ったと考えられる[9]。
- なんも（なにも、なんにも）「なんも無いけど、あるもんで食べてね」「なんもさ（なんでもないよ、大丈夫だよ）」
- なんもなんも（どういたしまして）「なにも」の意味である「なんも」を2回続けて使うことで、「どういたしまして」に似た意味になる。「どういたしまして」より砕けた表現。
- 〜ば（〜を）目的をあらわす「を」が「ば」になる。東北方言と共通。近年は函館周辺以外ではあまり聞かれないが、函館周辺以外だと年配層に割りといる。「箱ば開ける」
- はっちゃきになって（はっちゃきこいて）（がむしゃらになって、無我夢中で）「はっちゃきになって（はっちゃきこいて）走る」など。
- へば（バイバイ、さよなら）へばなとも。先程のせばな、したっけと意味は全く同じ。函館、函館近辺、青森県で使われる。
- ほれ（＝「ほら」、呼びかけの語）「ほれ、見てみれ」（ほら、見てみろ）
- まるまんま（丸ごと）「丸い」+「まま」
- むりくり（無理やり）「無理っくり入れようとするから壊れるんだ」
- もしか（もし）「もしか契約を断られたらどうしましょうか」
- わや（わいや）（手がつけられないほど酷い、めちゃくちゃだ、否定的な「とても」の意）「部屋が散らかってわやだ」「わやなことになった」など。「なまら+わや」でとても酷い状態を表現したい場合に使用されることがある。現代共通語では使われないが、北海道のほか関西地方、名古屋市周辺、広島県，山口県の一部などでも使われる。
- えった（鬼ごっこで鬼がタッチして捕まえる際に言う言葉）由来には諸説あり、「穢多（えた）」がなまって「エッタ」とも言うのでこの言葉ともされるが、それを否定する人がおりロシア語の「エッタ（エータ）」（=英語のthisやitなどに相当）という説、英語の「it（英語で鬼ごっこの鬼を意味する）」という説、動詞の「獲る（える）」に完了を意味する助動詞の「た」がついた「獲った（えった）」という説などがある。現地のお年寄りが「えった＝えた」であるという認識を示す
- んだ、んだな（そうだ、そうだな）相づちとして使われる。親しい相手に使うことが多く、函館、函館近郊、東北で使われる。

※「べこ」（牛）、「じょっぴんかる」（鍵をかける）、「とっぺる」（壁などで仕切る）など、特定の地域特有の表現、地域や世代により意味が微妙に異なる語、死語に近いものも含めるとかなりの数にのぼる。

### 独特の用法
語形自体は共通語と同じだが、用法が異なるものを挙げる。
- 札幌都市圏以外の地域では、道外すなわち本州以南を俗に「内地」と表現する。正確には北海道は共通法1条に規定された内地に含まれているため、官公庁や報道・教育現場などでは「道外」という表現を使用し続けていたのだが、一般には浸透しなかった。一方、札幌都市圏では明治6年（1873年）6月の北海道開拓使による使用禁止の通達以降使用されなくなり、長らく「本州」という言い回しが使われていた。しかし、高度成長期以降に道内各地から出稼ぎ移住者（主にブルーカラー）が増えたため、札幌都市圏でも使用者が散見されるようになった。これらの経緯から、札幌都市圏では内地という表現はブルーカラー階層の言葉という認識が強い。ただ、札幌都市圏の文化が道内各地に広まるにつれ、近年では非札幌都市圏でも若年層世代では使われなくなりつつある。なお、この「内地」は沖縄でも同様の用法（「沖縄県外」の意味）で使用されている。（８０歳代中頃以降の高齢者が大半）
- 「大して」を「たいした」とも言う。また、共通語では「大して」の後には否定表現が続くが、北海道方言では肯定表現を続けることもある。「あのホラー映画、大した怖くないしょ」
- 「手袋をはく」と表現する（共通語においての「ズボンをはく」と同じ）。これは「防寒用の大きな手袋をつけるから『はめる』という、装飾用の手袋に対する感覚と違うから」「毎日着用するものであることから『はめる』ような非日常的さを感じさせる表現は合わないから」などの説があるが、道外各地でも使用者が散見されることから、ただの古い共通語表現という説が有力である。
- 「走って歩く」。「車で〜」や（小さな子供に対して）「そこら辺、〜な」という風に用いる。この場合の「歩く」は、「回る」「特に目的もなく周囲をふらつく」などという古語の「ありく」の名残という説が有力である。
- 「犬にかじられる」と言う表現にニュアンスの差がある。道外では「犬にがりがりと削り取られる」という状況を連想するが、道内では単純に「犬にかまれる」とほぼ同義である。
- 「かまど持つ」は結婚して一家の主となること。家には必ずかまどを築くことから。反対に破産することを「かまど返す」という。
- 「ゴミを投げる」は、共通語では「ゴミを不法投棄する」もしくは文字通り「ゴミをほうる」という意味であるが、基本的には「ゴミを（正規の手段で）捨てる」と同義と考えて差し支えない。ただし「ごみを捨てる（処分する）」という以外に「ゴミをゴミ置き場に一時的に置く（処分まではしない）」、「小さなゴミは『捨てる』、大きなゴミは『投げる』」、共通語同様「ゴミをそこらにポイと捨てる（不法投棄する）」などと、使用者によってニュアンスや用法が微妙に異なり、トラブルの元になることもある。
- 「こわい」は、「とても疲れた、だるい」という意味で、「怖い」（恐ろしい）ではない。
- 「どける」は共通語では物を目的語に取る他動詞だが、北海道方言では自動詞として用いられる。「ちょっとどけて」は相手に道を空けてほしいことを示す。

### 浜言葉（北海道沿岸部）特有の語彙
- てぇぎ（面倒）
- ふんじゃま（格好）
- ほすぺ（全開）
- らんき（精一杯）
- むったり（常に）
- かでる（一緒に）
- すずがう（構う）
- こんつける（機嫌）
- こっぱらすね（うるさい）
- こっぱんずがす（恥ずかしい）
- こやんばつねー（汚い）
- あんぱい（嘘つき）
- ふどず（同じ）
- まぐらう（食べる）、けー（食べろ）
- はなぱつ（先、先端）
- どんぶ（寝る）
- ふずふむ（踏む）
- かっつぐ（追い着く）
- ねまる（座る）
- あべ（行く、行こう）
- ばだぐ（殴る）
- はだげる（削る）
- ふむくる（むしり取る）
- ぶっぱなす（放す）
- ふったでる（引っ掛ける）
- ふっぱる（引っ張る）
- ふんじゃらむ、ちょす（触る）
- かまがす（掻き混ぜる）
- ふむくる（剥がす）
- ぬったくる（塗り潰す）
- ぷっとばす（捨てる）

- わ（自分）、な（相手、お前）
- あっちぁ（嫁）
- おっちゃ（叔父）
- おなご（女）
- わらす（子供）、わらさんど（子供達）
- からっぽやみ（ニート）
- わんつか（少し・ちょっと）
- むがつら（顔）
- なんずぎ（額・おでこ）
- うしろこんべ（後頭部）
- まなぐ（目）
- よろた（太もも）
- どんず、だっこ（肛門）
- がっちゃぎ（痔）
- どんころくそ（大便）
- ふぐろ（男性生殖器）、まんじゅ（女性生殖器）

- ねご（手押し車）
- がすかぶり（濃霧）
- さんかぐぶくろ（レジ袋）
- げだ屋（靴屋）
- しゃっぽ（帽子）
- ぼっつ（フード・覆う）
- はくそがし・歯糞菓子（クッキー）
- ケーキ（アイス）
- まんま（ご飯）
- え（家）
- じょぐら（倉庫）
- ゆっこ・湯っこ（風呂）

- あげやんず（鮭）
- かすべ（エイ）
- きなんぼ（マンボウ）
- ごめ（カモメ）
- がに（カニ）
- ざるがに（ザリガニ）
- やすて（ヒトデ）
- げんだが（毛虫）
- さんけねご（三毛猫）

### 独自の呼称
- サミット袋（レジ袋） - 製紙工業が盛んな苫小牧市や道北の一部地区のみの呼称。買い物袋が紙袋（業界用語：サミット）の時代からの呼称をそのままレジ袋へ転用。
- エリート（食材用使い捨てプラ容器） - 道東の一部、沿岸地域において使われる。
- サビオ（絆創膏） - 絆創膏の商品名サビオ。
- めっぱ・目っ歯（麦粒腫） - 関東ではものもらい。
- ガス（濃霧）・ジリ（海霧） - 例）今日はガスかかってるわ。濃霧が頻繁に発生する釧路などでは動詞として「ガスってる」という表現も使われる。共通語のガスと区別するためアクセントの山を「ス」に持ってくる人も多い。
- とんしゃ（タクシー、ハイヤー、自動車）
- テンを切る（トランプをシャッフルすること） - 元は花札用語で全国で使われていたが、北海道以外では死語化。
- かくしょく、角食（食パン） - 業界用語（角型食パン）から派生。
- ねこ（手押し車） - 業界用語、作業用の一輪車。
- ダンプ（除雪用具） - 商品名スノーダンプ、ママさんダンプ。
- ボブスレー（プラスチック製のソリ） - 商品名。冬季オリンピック（札幌オリンピック）に由来。
- ラバコン - ウインドブレイカーの事。道北の一部地区でそう呼ばれる。ホームセンターなどの売場にも「ラバコン」という明記を確認。
- バーバリー - コートの総称。青森の方言が由来。イギリスのファッションブランドバーバリーの製品のライセンス生産工場がかつて青森県三沢市にあったことで浸透し一般名詞化した。
- 自学 - 自動車学校（自動車教習所）の事。ほぼ道内全域の自動車教習所で使用されているが、団塊ジュニアより下の世代では自動車教習所に入学して初めてその言葉の存在を知るというのが一般的。
- ごみステーション - 公共のごみ捨て場（ごみ集積所）の事。看板に「ごみステーション」と書かれていたものが浸透したとされている。最近では、他の地方でもゴミステーションの呼び名が増えている。